# ミクシア菌綱
ミクシア菌綱（Mixiomycetes）はサビキン亜門に所属する菌類の一つである。ゼンマイ類に寄生する Mixia osmundae のみを含む。

## 内容
この綱には単一の目であるミクシア目（Mixiales）があり、この下には単一の科（Mixiaceae）が、さらにその下には単形属のミクシア属（Mixia）があり、記載されているのはミクシア・オスムンダエ Mixia osmundaeのみである。
特徴としては多核の菌糸を形成すること、胞子形成細胞の表面に多数の胞子を生産することである。

## 経過
この種はゼンマイ Osmunda japonica で発見され、日本の菌類学者である西田藤次によって1911年に記載された。
その際にはタフリナ属のものとしてTaphrina osmundaeと名付けられた。つまり、原始的な子嚢菌類であると考えられた。これは、観察のミスによって、外生胞子を胞子形成細胞の内部に形成されたものと見誤ったからである。
その後に上記の属から独立させて現在の名となり、プロトミケス科に移され、さらに独立科のミクシア科が立てられたが、それでもタフリナ目に置くという判断は変わらなかった。
ところが遺伝子情報と微細構造の両面からこれが担子菌類であることが示され、同時に上記の観察ミスも訂正された。Hibbett et al.(2007)では上記のような位置に置かれる。